# Hôtel international
Pour plus de détails, voir Fiche technique et Distribution.
Hôtel International (The V.I.P.s) est un film britannique, réalisé par Anthony Asquith, sorti en 1963.

## Synopsis
De riches passagers (une séduisante jeune femme, Frances Andros, jouée par Elizabeth Taylor, son mari Paul, un homme qui a tout... excepté l'amour de sa femme qu'il aime tendrement, joué par Richard Burton, son amant, Marc Champselle, interprété par Louis Jourdan, et enfin Margaret Rutherford incarnant la duchesse de Brington...) s'arrêtent, obligés par une intempérie, dans le salon VIP d'un aéroport de Londres. Ils se racontent leurs problèmes divers - tout en sachant que Frances Andros est sur le point de quitter son mari pour son amant.

## Fiche technique
- Titre : Hôtel International
- Titre original : The V.I.P.s
- Réalisation : Anthony Asquith
- Scénario : Terence Rattigan
- Production : Anatole de Grunwald et Norman Priggen
- Société de production : Metro-Goldwyn-Mayer British Studios Ltd. et De Grunwald Productions
- Musique : Miklós Rózsa
- Image : Jack Hildyard
- Montage : Frank Clarke
- Direction artistique : William Kellner
- Décorateur de plateau : Pamela Cornell
- Costumes : Pierre Cardin
- Maquillage : Tom Smith
- Pays de production : Royaume-Uni
- Format : Couleurs (Metrocolor) - Son : Mono (Westrex Recording System)
- Genre : Drame sentimental
- Durée : 119 minutes
- Dates de sortie :
  - Royaume-Uni : mai 1963
  - États-Unis : 19 septembre 1963
  - France : 25 septembre 1963

## Distribution
- Elizabeth Taylor (V.F : Nelly Benedetti) : Frances Andros
- Richard Burton (V.F : Michel Gatineau) : Paul Andros
- Louis Jourdan (V.F :  Jean-Louis Jemma) : Marc Champselle
- Margaret Rutherford (V.F : Marie Francey) : la duchesse de Brighton
- Rod Taylor  (V.F :  Jean-Claude Michel) : Les Mangrum
- Maggie Smith (V.F : Nadine Alari) : Mlle Mead
- Orson Welles (V.F : Georges Aminel) : Max Buda
- Elsa Martinelli : Gloria Gritti
- Linda Christian  (V.F : Jacqueline Carrel) : Miriam Marshall
- Dennis Price  (V.F : Jean Michaud) : Commandant Millbank
- Michael Hordern  (V.F : Michel Gudin) : le directeur de l’aéroport
- Martin Miller : Schwutzbacher
- Robert Coote : John Coburn
- Ronald Fraser  (V.F : Albert Augier) : Joslin
- Ray Austin (non crédité) : le chauffeur de la Rolls
- Stringer Davis (V.F : Teddy Bilis) : un serveur à l'hôtel
- Clifton Jones (V.F : Albert Augier) :  le passager jamaïcain
- Richard Wattis (V.F : Michel Roux) : Sanders
- Peter Sallis (V.F : Michel Gudin) : le docteur
- Moyra Fraser (V.F : Paula Dehelly) : une hôtesse
- Richard Briers (V.F : Rene Beriard) : le météorologiste
- Joyce Carey (non créditée) : Mme Damer
- Peter Illing (non crédité)

## Récompenses

### Oscars
- Oscar de la meilleure actrice dans un second rôle : Margaret Rutherford